# 鬼越蒼前神社
鬼越蒼前神社（おにこしそうぜんじんじゃ）は、岩手県滝沢市鵜飼外久保にある神社である。神事のチャグチャグ馬コの参拝神社であり、行列の事始めの聖地として知られる。

## 歴史
その昔、馬が野良しごとの途中で暴れ出し、滝沢の鬼古里山の峠まで駆けてきて死んでしまった。村人たちはこれを手厚く葬って祠を建てた。これが蒼前神社の始まりといわれる。以来、5月5日の端午の節句には仕事を休んで馬に飾りをつけ、この神社に参拝するようになった。かつては鬼越坂の中腹に「駒形神社」としてあり、現在の鬼越蒼前神社は明治24年（1891年）に移転されたものである。